# 코드 제퍼슨
코드 제퍼슨(영어: Cord Jefferson)은 미국의 영화 각본가이자 감독이다. 윌리엄 & 메리 칼리지 졸업 후 언론사에서 경력을 시작해 여러 매체에서 글을 기고해오다 2012년부터 거커의 편집인으로 일했다.
이후 텔레비전 프로그램 작가로 전향, 코미디 센트럴의 심야 프로그램 《더 나이틀리 쇼 위드 래리 윌모어》(2015~2016), 넷플릭스 코미디 시리즈 《마스터 오브 제로》(2017), NBC 시트콤 《굿 플레이스》(2017~2019) 등의 프로그램에서 작가로 일했다. HBO 리미티드 시리즈 《왓치맨》(2019)를 통해 프라임타임 에미상 리미티드 시리즈 및 영화 최우수 각본상을 수상했다. 또한 자신이 감독한 첫 장편 영화인 《아메리칸 픽션》(2023)을 통해 제96회 아카데미상에서 작품상 후보에 올랐고, 각색상을 수상했다.

## 어린 시절
제퍼슨은 미국 애리조나주 투손에서 백인 어머니와 흑인 아버지 사이에서 태어났다. 이후 몇 년간 미국을 벗어나 살다가 5살 즈음에 가족과 함께 투손으로 돌아왔다. 제퍼슨의 외할아버지는 자신의 딸이 흑인과 결혼하겠다고 한 결정에 충격을 받아 딸과 손자와의 관계를 끊었다. 14살인 제퍼슨이 고등학교 1학년을 마친 후, 그의 부모는 이혼했다. 제퍼슨은 투손 북부에 있는 캐니언 델 오로 고등학교를 졸업했다.
이후 제퍼슨은 아버지가 로스쿨을 다녔던 버지니아주 윌리엄스버그에 위치한 윌리엄 & 메리 칼리지에 진학했다. 졸업 이후에는 로스앤젤레스와 뉴욕 브루클린에서 살았다. 또한 뉴욕 대학교 경영대학원에도 다녔다.
제퍼슨의 어머니는 2016년에 암으로 사망했다. 2008년 7월에 아버지의 신장 이식이 필요해지자 아버지가 살고 있는 사우디아라비아로 날아가 자신의 한쪽 신장을 내주었다. 이후 제퍼슨은 이 경험에 대한 에세이를 썼는데, 자신이 심방세동 치료를 받았으며 수술 후에는 금연을 하고 건강 관리를 더 잘하기 시작했다고 이야기했다.

## 경력

### 2009~2014: 언론 경력과 거커
작가로써 언론계에 발을 들인 제퍼슨은 처음에 '스트레오타입드'와 '몰리굿'과 같은 사이트에 글을 기고했다. 2012년부터 2014년까지는 거커에서 편집인으로 일했다. 또한 《USA 투데이》, 《허프포스트》, 《더 루트》, 《뉴욕 타임스 매거진》 등의 매체에도 글을 기고했다.

### 2014~현재: 텔레비전과 영화
제퍼슨은 2014년 스타즈의 코미디 드라마 시리즈 《서바이버스 리모스》에서 스태프 작가로 작품에 참여하면서 텔레비전 분야에 뛰어들었고, 2015년부터 2016년까지는 코미디 센트럴의 심야 프로그램 《더 나이틀리 쇼 위드 래리 윌모어》에서 작가로 일했다. 아지즈 안사리의 넷플릭스 코미디 시리즈 《마스터 오브 제로》(2017)와 마이클 슈어가 제작한 NBC 시트콤 《굿 플레이스》(2017~2019)에서 스토리 에디터와 컨설팅 프로듀서를 맡았으며, 이 두 작품을 통해 미국 작가 조합상에도 후보로 올랐다. 또한 HBO 리미티드 시리즈 《왓치맨》(2019)의 에피소드 "This Extraordinary Being"을 통해 프라임타임 에미상 리미티드 시리즈 및 영화 최우수 각본상을 수상했다. 2020년 중반에는 자신이 거커를 다니던 시절의 이야기를 다룬 TV 시리즈를 기획했는데, 이 작품은 Apple TV+에서 제작이 진행되고 있다. 2020년 말에는 워너 브라더스 TV와 전속 계약을 체결했다.
2021년, 제퍼슨은 HBO 리미티드 시리즈 《스테이션 일레븐》의 각본과 수퍼바이징 프로듀서를 맡았다. 또한 자신이 감독한 첫 장편 영화인 《아메리칸 픽션》(2023)을 통해 2023년 토론토 국제 영화제에서 피플스 초이스 어워드를 수상했고, 제96회 아카데미상에서 다섯 개 부문에 후보로 올랐다.

## 필모그래피

### 영화
| 연도 | 제목              | 역할                 | 비고 |
| ---- | ----------------- | -------------------- | ---- |
| 2023 | 《아메리칸 픽션》 | 감독, 각본, 프로듀서 |      |

### 텔레비전
| 연도      | 제목                                | 역할                               | 비고                                    |
| --------- | ----------------------------------- | ---------------------------------- | --------------------------------------- |
| 2014      | 《서바이버스 리모스》               | 스태프 작가                        | 에피소드 6편 참여                       |
| 2015~2016 | 《더 나이틀리 쇼 위드 래리 윌모어》 | 작가                               | 에피소드 196편 참여                     |
| 2017      | 《마스터 오브 제로》                | 스토리 에디터, 컨설팅 프로듀서     | 에피소드 10편 참여                      |
| 2017~2019 | 《굿 플레이스》                     | 작가, 스토리 에디터, 공동 프로듀서 | 에피소드 25편 참여                      |
| 2019      | 《석세션》                          | 컨설턴트                           | 에피소드 10편 참여                      |
| 2019      | 《왓치맨》                          | 작가, 스토리 에디터                | 에피소드 9편 참여                       |
| 2021      | 《스테이션 일레븐》                 | 작가, 수퍼바이징 프로듀서          | "The Severn City Airport" 에피소드 참여 |

## 수상 및 후보
| 연도                     | 시상식                     | 부문                                  | 작품                                                    | 결과   | 출처   |
| ------------------------ | -------------------------- | ------------------------------------- | ------------------------------------------------------- | ------ | ------ |
| 2018                     | 미국 작가 조합상           | 코미디 시리즈                         | 《마스터 오브 제로》                                    | 후보   | [ 12 ] |
| 2019                     | 미국 작가 조합상           | 코미디 시리즈                         | 《굿 플레이스》                                         | 후보   | [ 12 ] |
| 2020                     | NAACP 이미지 어워드        | 코미디 시리즈 최우수 각본상           | 《굿 플레이스》 ("Tinker, Tailor, Demon, Spy" 에피소드) | 수상   | [ 13 ] |
| 2020                     | 미국 작가 조합상           | 드라마 시리즈                         | 《석세션》                                              | 수상   | [ 14 ] |
| 2020                     | 미국 작가 조합상           | 드라마 시리즈                         | 《왓치맨》                                              | 후보   | [ 14 ] |
| 2020                     | 미국 작가 조합상           | 뉴 시리즈                             | 《왓치맨》                                              | 수상   | [ 14 ] |
| 2020                     | 프라임타임 에미상          | 리미티드 시리즈 및 영화 최우수 각본상 | 《왓치맨》 ("This Extraordinary Being" 에피소드)        | 수상   | [ 15 ] |
| 2023                     | 토론토 국제 영화제         | 피플스 초이스 어워드                  | 《아메리칸 픽션》                                       | 수상   | [ 11 ] |
| 밀밸리 영화제            | 획기적 감독상              | 수상                                  | 《아메리칸 픽션》                                       | [ 16 ] |        |
| 밀밸리 영화제            | 관객상                     | 수상                                  | 《아메리칸 픽션》                                       | [ 16 ] |        |
| 미들버그 영화제          | 관객상 - 장편 내러티브     | 수상                                  | 《아메리칸 픽션》                                       | [ 17 ] |        |
| 버지니아 영화제          | 프로그래머스 초이스 어워드 | 수상                                  | 《아메리칸 픽션》                                       | [ 18 ] |        |
| 버지니아 영화제          | 획기적 감독상              | 수상                                  | 《아메리칸 픽션》                                       | [ 18 ] |        |
| 2024                     | 아카데미상                 | 작품상                                | 《아메리칸 픽션》                                       | 후보   |        |
| 각색상                   | 아카데미상                 | 수상                                  | 《아메리칸 픽션》                                       |        |        |
| 영국 아카데미 영화상     | 각색상                     | 수상                                  | 《아메리칸 픽션》                                       |        |        |
| 크리틱스 초이스 영화상   | 각색상                     | 수상                                  | 《아메리칸 픽션》                                       |        |        |
| 블랙 릴 어워즈           | 최우수 영화상              | 수상                                  | 《아메리칸 픽션》                                       | [ 19 ] |        |
| 블랙 릴 어워즈           | 최우수 감독상              | 수상                                  | 《아메리칸 픽션》                                       |        |        |
| 블랙 릴 어워즈           | 신인 감독상                | 수상                                  | 《아메리칸 픽션》                                       |        |        |
| 블랙 릴 어워즈           | 최우수 각본상              | 수상                                  | 《아메리칸 픽션》                                       |        |        |
| 블랙 릴 어워즈           | 신인 각본상                | 수상                                  | 《아메리칸 픽션》                                       |        |        |
| 인디펜던트 스피릿 어워드 | 최우수 영화상              | 후보                                  | 《아메리칸 픽션》                                       |        |        |
| 인디펜던트 스피릿 어워드 | 최우수 각본상              | 수상                                  | 《아메리칸 픽션》                                       |        |        |
| 미국 감독 조합상         | 신인감독상 - 장편 데뷔작   | 후보                                  | 《아메리칸 픽션》                                       |        |        |
| 미국 작가 조합상         | 최우수 각색상              | 수상                                  | 《아메리칸 픽션》                                       |        |        |